# Світлинний образ Божої Матері

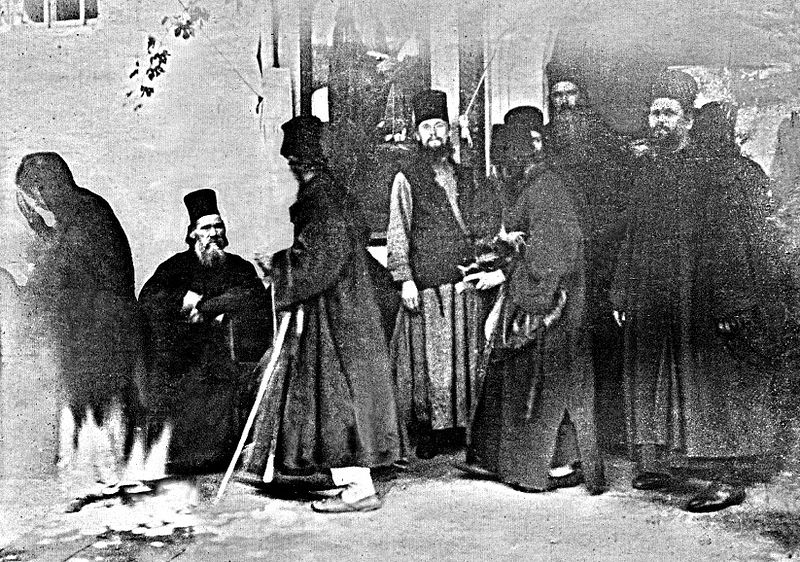
Фотографія чуда явлення Божої Матері на Афоні. 3.08.1903 р. Монастир св.Пантелеймона. Афон.

Світлинний образ Божої Матері (Фотографія Пресвятої Богородиці, 1903) — світлинний образ Божої Матері, явлений в 1903 році в монастирі святого Пантелеймона на Афоні.
Святкування 3 серпня.

## Історія
21 серпня 1903 року під час роздачі милостині убогим ченцям біля великих монастирських воріт монастиря святого Пантелеймона інок Гавриїл зробив фотознімок. Під час проявлення, для свого превеликого подиву, побачив образ Богоматері в чернечому вбранні, яка смиренно одержувала благословенний шматочок хліба.
Біля великих воріт обителі зібрався натовп бідних монахів-Сіромаха і благочестивих паломників. Збереглися дані про те, що близько 600–800 чоловік отримували з рук ченців хлібні коржі-черешки (за іншою версією монети). В урочні дні за милостинею до монастирських брам стали приходити люди, які нічим не займаються, упиваються і нікому не підкоряються.
14 серпня 1903 року в монастир надійшов лист з Кіноту, в якому висловлювалося незадоволення щодо «марною» і «шкідливою», на його думку, милостині. Вище священне управління Святої Гори зажадало від начальства Свято-Пантелеймонового монастиря скасувати роздачу милостині й знайти більш прийнятну і «неспокусливу» форму допомоги.
21 серпня 1903 року, рівно через тиждень після отримання кінотського листа, ченці обителі вирішили востаннє дотримати традицію і роздати милостиню, а вже потім зачитати присутнім зміст листа з Кіноту. В цей час за звичаєм біля головної порти вже зібралися в очікуванні милостині сотні нужденних та мандрівних людей. Під час роздачі череків ієромонах Гавриїл зробив фотознімок, на якій проявився образ Богоматері, що смиренно одержувала разом з іншими прохачами благословенну милостиню. Дивлячись на незвичайну фотографію, ченці відразу пригадали розповідь ченця Севастіана, який в свою чергу чув від портарів, ніби один пустельник бачив кілька разів жінку при роздачі череків. Деякі з подвижників, теж бачили наяву Пречисту Діву серед убогих ченців і прохачів милостині, хотіли сказати про це воротареві, проте в самий день фотографування Її ніхто не бачив.
Богородиця незмінно турбувалась про тих, що подвизаються у на Афоні. За велінням Цариці Небесної монастир продовжив задовольняти потреби бідної братії: після братніх трапез в обителі влаштовували трапези для бідняків, а келар видавав їм зі складу продукти харчування.
Проте негатив фотографії був загублений, а після численних потрясінь (в т.ч. пожеж, особливо в 1968 році), що випробовували обитель в XX столітті, вже й не було надії повернути його.
І ось на початку 2015 року негатив був знайдений при роботі з монастирськими архівами. Нинішній ігумен монастиря святого Пантелеймона, схиархімандрит Єремія (Альохін) розцінив подію як прояв милості Пресвятої Владичиці.

## Вшанування

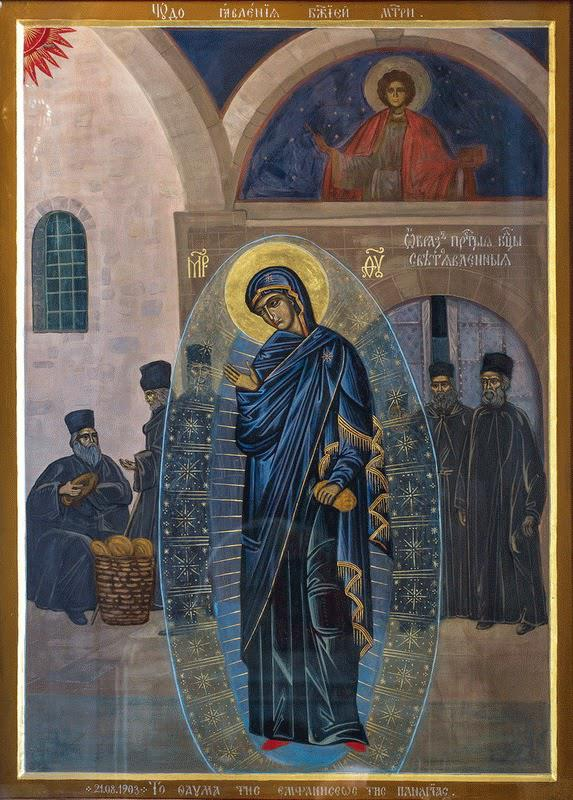
Світлинна ікона Пресвятої Богородиці

Саму фотографію багато разів тиражували. В кінці 1980-х років, з початком відновлення обителі, вражаюче фото було розмножено з додатком до нього короткого опису події і поширювалось серед паломників. Робляться копії і кам'яної дошки, що знаходиться у воріт обителі.
У 2011 році на місці явлення Божої Матері була споруджена пам'ятна каплиця, в якій було підведене джерело води для вчинення водосвятних молебнів. Зафіксовані випадки полегшення тілесних і душевних недуг від вживання води з цього джерела.
У тому ж році в першому поверсі братського Покровського корпусу був влаштований і освячений храм-параклис на честь Світлинної ікони.
У 2011 році зображення історичної фотографії на мармуровій дошці було встановлено в монастирі Афонської ікони Божої Матері в селі Чоповичі Житомирської області.
Подібна мармурова дошка з зображенням образу була встановлена в 2012 році в парафії Феодорівського собору в Царському Селі.

## Див.також
- Афон
- Монастир святого Пантелеймона
- Всецариця
- Ватопед